# Tandvaxskål
Tandvaxskål (Hyalinia rubella) är en svampart som först beskrevs av Christiaan Hendrik Persoon, och fick sitt nu gällande namn av John Axel Nannfeldt 1932. Hyalinia rubella ingår i släktet Hyalinia och familjen vaxskålar.   Inga underarter finns listade i Catalogue of Life.
I den svenska databasen Dyntaxa används istället namnet Orbilia rubella för samma taxon.  Arten är reproducerande i Sverige.